# Carlos Candal
Carlos Candal (n. 1 iunie 1938, Aveiro, Região de Aveiro⁠(d), Portugalia – d. 18 iunie 2009, Coimbra, Portugalia) a fost un om politic portughez și membru al Parlamentului European în perioada 1999-2004 din partea Portugaliei. 
1. ↑  Adunarea Republicii
2. ↑   https://www.terranova.pt/noticia/sociedade/o-meu-pai-sempre-foi-uma-pessoa-indomavel-afonso-candal Lipsește sau este vid: |title= (ajutor)
3. ↑  Deputații în Parlamentul European